# Беляви (Влоцлавський повіт)
Беляви (пол. Bielawy, нім. Bilsdorf) — село в Польщі, у гміні Любранець Влоцлавського повіту Куявсько-Поморського воєводства.
Населення — 86 осіб (2011).
У 1975-1998 роках село належало до Влоцлавського воєводства.

## Демографія
Демографічна структура станом на 31 березня 2011 року:
|          | Загалом | Допрацездатний вік | Працездатний вік | Постпрацездатний вік |
| -------- | ------- | ------------------ | ---------------- | -------------------- |
| Чоловіки | 44      | 11                 | 27               | 6                    |
| Жінки    | 42      | 10                 | 21               | 11                   |
| Разом    | 86      | 21                 | 48               | 17                   |